# ترنس‌ایر جورجیا
ترنس‌ایر جورجیا (به انگلیسی: Transair Georgia) یک شرکت هواپیمایی بود دفتر مرکزی ترنس‌ایر جورجیا در گرجستان واقع شده‌بود.